# Молочай жорсткий
Молоча́й жорстки́й (Euphorbia rigida) — вид трав'янистих рослин з родини молочайні (Euphorbiaceae), поширений на півдні Європи, заході Азії, північному заході Африки.

## Опис
Багаторічна рослина 30–60 см з декількома простими густолистяними стеблами. Стебла прямостійні, 6–10 мм завтовшки. Листки вузьколанцетні, до верхівки поступово звужені, цілокраї; стеблові листки 2–7 × 0.5–1.7 см; променеві листки 7–20 × 7–23 мм. Квітки в неправильному зонтику. Плід — яйцювато-конічна, трикутна коробочка, діаметром 6–7 мм. Насіння яйцювато-циліндричне, ± гладке, блідо-сіре або біле.
Період цвітіння: лютий — серпень.

## Поширення
Вид поширений на півдні Європи від Італії до Криму, у північно-західній Африці, у Західній Азії; інтродукований на Кіпрі. Населяє відкриті ліси, вапнякові схили, пасовищний степ, перелогові поля та ін..
В Україні цей зростає на шиферних та глинистих скелях, осипи, кам'янистих місцях — на ПБК.